# مقدارهای دقیق مثلثاتی
بعضی از مقدارهای مثلثاتی را می‌توان به صورت عبارت‌های جبری دقیق به دست آورد و در ساده‌کردن عبارت‌های ریاضی از آن‌ها استفاده کرد. همه مقدارهای مثلثاتی برای زاویه °۳ و همه مضرب‌های آن به صورت دقیق، قابل محاسبه است. همچنین با استفاده از اتحادهای زاویه ۳ برابر، می‌توان مقدارهای مثلثاتی را برای زاویه °۱ به دست آورد. به این ترتیب، نسبت‌های مثلثاتی برای همه زاویه‌ها به دست می‌آید.

## فهرست مقدارهای دقیق
در برخی از زاویه‌ها مقدار دقیق برای همه تابع‌های مثلثاتی وجود دارد. ولی در بعضی از آن‌ها، مقدار دقیق برای بعضی از تابع‌ها دارای رابطه بسیار پیچیده‌ای است.

### مقدار دقیقه سینوس، کسینوس و تانژانت
در جدول زیر، مقدارهای دقیق سینوس، کسینوس و تانژانت برای زاویه‌های صفر تا °۴۵ ارائه شده‌است. برای زاویه‌های بزرگتر، می‌توان با استفاده از اتحادهای مثلثاتی متناظر، مقدار مورد نظر را به دست آورد. هم‌چنین سایر نسبت‌ها معکوس سه تابع اصلی هستند و با معلوم بودن تابع‌های اصلی، به سادگی قابل محاسبه می‌باشند.
| زاویه  | متناظر با     | سینوس | کسینوس | تانژانت |
| ------ | ------------- | --- | --- | --- |
| ۰°     | بنیادی        | ۰ | ۱ | ۰ |
| ۳°     | ۶۰ ضلعی منتظم | {\displaystyle {\tfrac {(2-{\sqrt {12}}){\sqrt {5+{\sqrt {5}}}}+({\sqrt {10}}-{\sqrt {2}})({\sqrt {3}}+1)}{16}}}   | {\displaystyle {\tfrac {(2+{\sqrt {12}}){\sqrt {5+{\sqrt {5}}}}+({\sqrt {10}}-{\sqrt {2}})({\sqrt {3}}-1)}{16}}}   | {\displaystyle {\tfrac {\left[(2-{\sqrt {3}})(3+{\sqrt {5}})-2\right]\left[2-{\sqrt {10-{\sqrt {20}}}}\right]}{4}}}  |
| ۶°     | ۳۰ ضلعی منتظم | {\displaystyle {\frac {{\sqrt {30-{\sqrt {180}}}}-{\sqrt {5}}-1}{8}}\,}                                            | {\displaystyle {\frac {{\sqrt {10-{\sqrt {20}}}}+{\sqrt {3}}+{\sqrt {15}}}{8}}\,}                                  | {\displaystyle {\frac {{\sqrt {10-{\sqrt {20}}}}+{\sqrt {3}}-{\sqrt {15}}}{2}}\,}                                    |
| ۷٫۵°   | ۲۴ ضلعی منتظم | {\displaystyle {\frac {1}{2}}{\sqrt {2-{\sqrt {2+{\sqrt {3}}}}}}}                                                  | {\displaystyle {\frac {1}{2}}{\sqrt {2+{\sqrt {2+{\sqrt {3}}}}}}}                                                  | {\displaystyle {\sqrt {6}}-{\sqrt {3}}+{\sqrt {2}}-2}                                                                |
| ۹°     | ۲۰ ضلعی منتظم | {\displaystyle {\frac {{\sqrt {2}}({\sqrt {5}}+1)-2{\sqrt {5-{\sqrt {5}}}}}{8}}}                                   | {\displaystyle {\frac {{\sqrt {2}}({\sqrt {5}}+1)+2{\sqrt {5-{\sqrt {5}}}}}{8}}}                                   | {\displaystyle {\sqrt {5}}+1-{\sqrt {5+2{\sqrt {5}}}}}                                                               |
| ۱۱٫۲۵° | ۱۶ ضلعی منتظم | {\displaystyle {\frac {1}{2}}{\sqrt {2-{\sqrt {2+{\sqrt {2}}}}}}}                                                  | {\displaystyle {\frac {1}{2}}{\sqrt {2+{\sqrt {2+{\sqrt {2}}}}}}}                                                  | {\displaystyle {\sqrt {4+2{\sqrt {2}}}}-{\sqrt {2}}-1}                                                               |
| ۱۲°    | ۱۵ ضلعی منتظم | {\displaystyle {\frac {{\sqrt {2(5+{\sqrt {5}})}}-{\sqrt {3}}({\sqrt {5}}-1)}{8}}}                                 | {\displaystyle {\frac {{\sqrt {6(5+{\sqrt {5}})}}+{\sqrt {5}}-1}{8}}}                                              | {\displaystyle {\frac {{\sqrt {3}}(3-{\sqrt {5}})-{\sqrt {2(25-11{\sqrt {5}})}}}{8}}}                                |
| ۱۵°    | ۱۲ ضلعی منتظم | {\displaystyle {\frac {{\sqrt {2}}({\sqrt {3}}-1)}{4}}}                                                            | {\displaystyle {\frac {{\sqrt {2}}({\sqrt {3}}+1)}{4}}}                                                            | {\displaystyle 2-{\sqrt {3}}}                                                                                        |
| ۱۸°    | ۱۰ ضلعی منتظم | {\displaystyle {\frac {({\sqrt {5}}-1)}{4}}}                                                                       | {\displaystyle {\frac {\sqrt {2(5+{\sqrt {5}})}}{4}}}                                                              | {\displaystyle {\frac {\sqrt {5(5-2{\sqrt {5}})}}{5}}}                                                               |
| ۲۱°    | جمع °۳+°۱۸    | {\displaystyle {\tfrac {2({\sqrt {3}}+1){\sqrt {5-{\sqrt {5}}}}-{\sqrt {2}}({\sqrt {3}}-1)(1+{\sqrt {5}})}{16}}}   | {\displaystyle {\tfrac {2({\sqrt {3}}-1){\sqrt {5-{\sqrt {5}}}}+{\sqrt {2}}({\sqrt {3}}+1)(1+{\sqrt {5}})}{16}}}   | {\displaystyle {\frac {2-(2+{\sqrt {3}})(3-{\sqrt {5}})}{4}}\left[2-{\sqrt {2(5+{\sqrt {5}})}}\right]\,}             |
| ۲۲٫۵°  | ۸ ضلعی منتظم  | {\displaystyle {\frac {\sqrt {2-{\sqrt {2}}}}{2}}}                                                                 | {\displaystyle {\frac {\sqrt {2+{\sqrt {2}}}}{2}}}                                                                 | {\displaystyle {\sqrt {2}}-1}                                                                                        |
| ۲۴°    | جمع °۱۲+°۱۲   | {\displaystyle {\frac {{\sqrt {3}}({\sqrt {5}}+1)-{\sqrt {2}}{\sqrt {5-{\sqrt {5}}}}}{8}}}                         | {\displaystyle {\frac {({\sqrt {6}}{\sqrt {5-{\sqrt {5}}}}+{\sqrt {5}}+1}{8}}}                                     | {\displaystyle {\frac {{\sqrt {2(25+11{\sqrt {5}})}}-{\sqrt {3}}(3+{\sqrt {5}})}{2}}}                                |
| ۲۷°    | جمع °۱۵+°۱۲   | {\displaystyle {\frac {2{\sqrt {5+{\sqrt {5}}}}-{\sqrt {2}}\;({\sqrt {5}}-1)}{8}}}                                 | {\displaystyle {\frac {2{\sqrt {5+{\sqrt {5}}}}+{\sqrt {2}}\;({\sqrt {5}}-1)}{8}}}                                 | {\displaystyle {\sqrt {5}}-1-{\sqrt {5-2{\sqrt {5}}}}}                                                               |
| ۳۰°    | ۶ ضلعی منتظم  | {\displaystyle {\frac {1}{2}}}                                                                                     | {\displaystyle {\frac {\sqrt {3}}{2}}}                                                                             | {\displaystyle {\frac {1}{\sqrt {3}}}}                                                                               |
| ۳۳°    | جمع °۱۸+°۱۵   | {\displaystyle {\tfrac {2({\sqrt {3}}-1){\sqrt {5+{\sqrt {5}}}}+{\sqrt {2}}(1+{\sqrt {3}})({\sqrt {5}}-1)}{16}}}   | {\displaystyle {\tfrac {2({\sqrt {3}}+1){\sqrt {5+{\sqrt {5}}}}+{\sqrt {2}}(1-{\sqrt {3}})({\sqrt {5}}-1)}{16}}}   | {\displaystyle {\tfrac {\left[2-(2-{\sqrt {3}})(3+{\sqrt {5}})\right]\left[2+{\sqrt {2(5-{\sqrt {5}})}}\right]}{4}}} |
| ۳۶°    | ۵ ضلعی منتظم  | {\displaystyle {\frac {\sqrt {10-{\sqrt {20}}}}{4}}}                                                               | {\displaystyle {\frac {{\sqrt {5}}+1}{4}}}                                                                         | {\displaystyle {\sqrt {5-{\sqrt {20}}}}}                                                                             |
| ۳۹°    | جمع °۲۱+°۱۸   | {\displaystyle {\tfrac {[2(1-{\sqrt {3}}){\sqrt {5-{\sqrt {5}}}}+{\sqrt {2}}({\sqrt {3}}+1)({\sqrt {5}}+1)]}{16}}} | {\displaystyle {\tfrac {[2(1+{\sqrt {3}}){\sqrt {5-{\sqrt {5}}}}+{\sqrt {2}}({\sqrt {3}}-1)({\sqrt {5}}+1)]}{16}}} | {\displaystyle {\tfrac {\left[(2-{\sqrt {3}})(3-{\sqrt {5}})-2\right]\left[2-{\sqrt {2(5+{\sqrt {5}})}}\right]}{4}}} |
| ۴۲°    | جمع °۲۱+°۲۱   | {\displaystyle {\frac {{\sqrt {30+{\sqrt {180}}}}-{\sqrt {5}}+1}{8}}}                                              | {\displaystyle {\frac {{\sqrt {15}}-{\sqrt {3}}+{\sqrt {10+{\sqrt {20}}}}}{8}}}                                    | {\displaystyle {\frac {{\sqrt {15}}+{\sqrt {3}}-{\sqrt {10+{\sqrt {20}}}}}{2}}}                                      |
| ۴۵°    | مربع          | {\displaystyle {\frac {1}{\sqrt {2}}}}                                                                             | {\displaystyle {\frac {1}{\sqrt {2}}}}                                                                             | ۱ |

برای زاویه‌های بین ۴۵ تا ۹۰ درجه، از رابطه‌های مربوط به زاویه متمم استفاده می‌شود. برای زاویه‌های بزرگتر از ۹۰ درجه نیز اتحادهای دوران مثلثاتی به کار گرفته می‌شوند.

### مقدار دقیق سینوس و کسینوس
برای چند زاویه به جز زاویه‌های جدول بالا، مقدار دقیق وجود دارد؛ ولی عبارت‌های ریاضی بسیار پیچیده‌ای برای تانژانت به دست می‌آید. به همین دلیل، تنها مقدار سینوس و کسینوس این زاویه‌ها در جدول زیر نشان داده می‌شود.
| زاویه   | متناظر با     | سینوس | کسینوس |
| ------- | ------------- | --- | --- |
| ۲٫۲۵°   | ۸۰ ضلعی منتظم | {\displaystyle {\tfrac {{\sqrt {\frac {5-{\sqrt {5}}}{2}}}\left({\sqrt {(2+{\sqrt {2}})(2+{\sqrt {2+{\sqrt {2}}}})}}-{\sqrt {2+{\sqrt {2+{\sqrt {2}}}}}}\right)}{4}}-{\tfrac {(1+{\sqrt {5}})\left({\sqrt {(2+{\sqrt {2}})(2-{\sqrt {2+{\sqrt {2}}}})}}+{\sqrt {2-{\sqrt {2+{\sqrt {2}}}}}}\right)}{8}}} | {\displaystyle {\sqrt {{\tfrac {1}{2}}+{\sqrt {\tfrac {4+{\sqrt {8+{\sqrt {40+{\sqrt {320}}}}}}}{32}}}}}}                                   |
| ۲٫۸۱۲۵° | ۶۴ ضلعی منتظم | {\displaystyle {\frac {\sqrt {2-{\sqrt {2+{\sqrt {2+{\sqrt {2+{\sqrt {2}}}}}}}}}}{2}}} | {\displaystyle {\frac {\sqrt {2+{\sqrt {2+{\sqrt {2+{\sqrt {2+{\sqrt {2}}}}}}}}}}{2}}}                                                      |
| ۴٫۵°    | ۴۰ ضلعی منتظم | {\displaystyle {\tfrac {({\sqrt {2}}-1){\sqrt {(4+{\sqrt {8}})(5+{\sqrt {5}})}}-({\sqrt {2}}+1)({\sqrt {5}}-1){\sqrt {2-{\sqrt {2}}}}}{8}}} | {\displaystyle {\tfrac {({\sqrt {2}}+1){\sqrt {(4-{\sqrt {8}})(5+{\sqrt {5}})}}+({\sqrt {2}}-1)({\sqrt {5}}-1){\sqrt {2+{\sqrt {2}}}}}{8}}} |
| ۵٫۶۲۵°  | ۳۲ ضلعی منتظم | {\displaystyle {\frac {\sqrt {2-{\sqrt {2+{\sqrt {2+{\sqrt {2}}}}}}}}{2}}} | {\displaystyle {\frac {\sqrt {2+{\sqrt {2+{\sqrt {2+{\sqrt {2}}}}}}}}{2}}}                                                                  |

## روش محاسبه برای زاویه‌های خاص
نسبت‌های مثلثاتی برای زاویه‌های ۳۰ و ۶۰ درجه با مثلث متساوی‌الاضلاع و برای زاویه ۴۵ درجه با مثلث متساوی‌الساقین به دست می‌آید.

### ۳۶° و °۵۴
دو روش هندسی و جبری برای محاسبه نسبت‌های مثلثاتی زاویه °۳۶ وجود دارد.

#### روش هندسی

پنج‌ضلعی منتظم محاط در دایره

یک پنج‌ضلعی منتظم مشابه شکل روبرو، دارای پنج زاویه °۱۰۸ است. زیرا جمع زاویه‌های پنج‌ضلعی برابر °۵۴۰=(۲-۵)×۱۸۰ است. هم‌چنین زاویه کمان بین هر دو رأس متوالی برابر °۷۲=۵÷۳۶۰ است. بنابراین از آن‌جایی که زاویه محاطی نصف کمان روبرو است، مقدار زاویه ADB برابر °۳۶ است.
از سوی دیگر، بر پایه قضیه بطلمیوس، می‌توان نشان داد که در پنج‌ضلعی منتظم رابطه b2=a2+ab برقرار است. (a اندازه ضلع و b اندازه قطر پنج‌ضلعی است.) با حل پارامتری این معادله، رابطه زیر به دست می‌آید که به نسبت طلایی معروف است:
{\displaystyle {\frac {b}{a}}={\frac {1+{\sqrt {5}}}{2}}={\frac {2}{{\sqrt {5}}-1}}}
می‌توان نشان داد که رابطه زیر، میان زاویه بین دو ساق (θ) و ضلع‌های یک مثلث متساوی‌الساقین (شامل ساق b و قاعده a) وجود دارد:
{\displaystyle \operatorname {crd} \ {\theta }=2\sin {\frac {\theta }{2}}={\frac {a}{b}}}
که crd تابع وتر است و یکی از نسبت‌های مثلثاتی نارایج به‌شمار می‌رود. با برابر قرار دادن دو رابطه بالا، خواهیم داشت:
{\displaystyle \sin 18^{\circ }={\frac {1}{1+{\sqrt {5}}}}={\frac {{\sqrt {5}}-1}{4}}}
اکنون با معلوم بودن یک نسبت مثلثاتی می‌توان سایر نسبت‌های مثلثاتی °۱۸ درجه (و هم‌چنین °۷۲ با استفاده از اتحادهای زاویه متمم) را به دست آورد.
افزون بر این، با بهره گرفتن از اتحادهای زاویه دو برابر، نسبت‌های مثلثاتی °۳۶ (و نیز °۵۴ با اتحادهای زاویه متمم) قابل محاسبه هستند.

#### روش جبری
اتحادهای مثلثاتی زاویه پنج برابر به صورت زیر هستند:
{\displaystyle \sin 5x=16\sin ^{5}x-20\sin ^{3}x+5\sin x}
{\displaystyle \cos 5x=16\cos ^{5}x-20\cos ^{3}x+5\cos x}
اکنون اگر مقدار نسبت مثلثاتی زاویه پنج برابر، صفر باشد (مانند سینوس °۱۸۰ و ضرایب آن)، معادلات بالا یک درجه ساده می‌شوند و به معادله درجه چهار تبدیل می‌شوند. البته از آن‌جایی که معادله حاصل، تنها توان‌های زوج را دارد، می‌توان آن را به صورت معادله درجه دوم حل کرد. برای نمونه، معادله سینوس زاویه پنج برابر، در شرایط گفته شده، به صورت ۱۶z۲-۲۰z+۵=۰ ساده می‌شود که در آن (y=sin(x و z=y۲ هستند.
اگر مقدار نسبت مثلثاتی زاویه پنج برابر، یک باشد (مانند کسینوس °۳۶۰ و ضرایب آن)، معادله به صورت زیر ساده می‌شود:
{\displaystyle (y-1)(4y^{2}+2y-1)^{2}=0}
که در آن، (y=sin(x یا (y=cos(x است.